# 苟神星
苟神星是第111颗被人类发现的小行星，于1870年8月14日发现。苟神星的直径为134.6千米，质量为2.6×1018千克，公转周期为1526.712天。
苟神星以希臘神話的女神阿忒命名。